# Operação Himmler

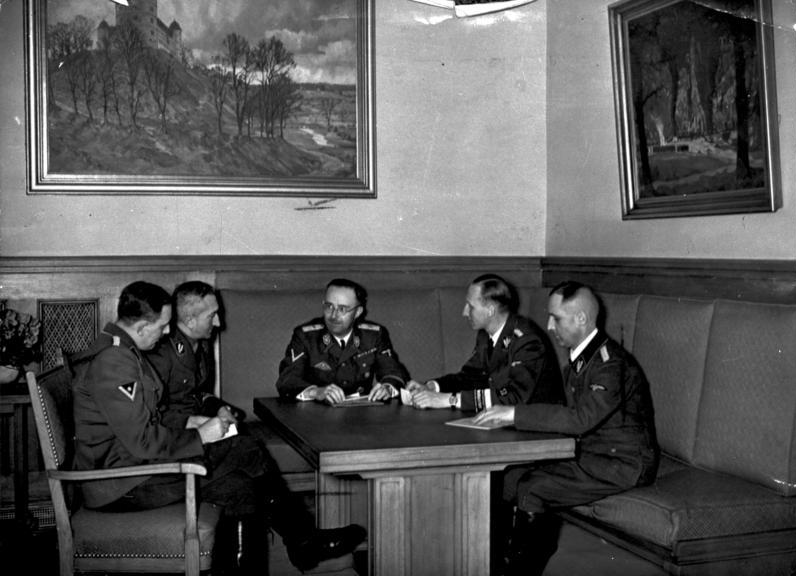
Da esquerda para a direita: Franz Josef Huber, Arthur Nebe e os três homens responsáveis pelo planejamento da maior parte da Operação Himmler: Heinrich Himmler, Reinhard Heydrich e Heinrich Müller. (Fotografia de 1939)

Operação Himmler (conhecida com menos frequência por Operação Konserve ou Operação Alimentos Enlatados) foi uma operação de bandeira falsa planejada pela Alemanha Nazista em 1939 que simulou uma aparente agressão  polonesa contra tropas alemães. A operação foi usada posteriormente pela propaganda nazista para justificar a invasão da Polônia. Foi indiscutivelmente o primeiro ato da Segunda Guerra Mundial na Europa.

## O plano
Durante os meses que antecederam a invasão de 1939, jornais e políticos alemães, como Adolf Hitler, haviam realizado uma campanha nacional e internacional de propaganda, acusando autoridades polonesas de organizar ou tolerar limpeza étnica violenta de alemães étnicos que vivem na Polônia.
O plano, cujo nome é em homenagem ao seu criador, Heinrich Himmler, foi supervisionado por Reinhard Heydrich e digirido por Heinrich Müller. O objetivo desse projeto de bandeira falsa era criar a aparência de agressão polonesa contra a Alemanha, o que poderia ser usado para justificar a invasão alemã da Polônia. Hitler aprovou o plano e esperava confundir os aliados da Polônia (Reino Unido e França), fazendo com que estes atrasassem uma eventual declaração de guerra contra a Alemanha.

## A execução
A maior parte das operações foram levadas a cabo no dia 31 de agosto de 1939. A ação — bem como a principal ofensiva alemã — estava originalmente programada para 26 de agosto; a situação diplomática incerta fez com que a operação se atrasasse até 31 de agosto/1 de setembro — apesar de que uma das unidades secretas alemães não havia sido informada e realizou seu ataque contra um posto alfandegário da Alemanha; vários alemães foram mortos antes que o incidente havia terminado. As operações foram conduzidas por agentes da SS e SD. As tropas alemães, vestidas em uniformes poloneses, invadiram diversos edifícios  fronteiriços, assustando a população local com tiros imprecisos, praticando atos de vandalismo e iniciando sua retirada, deixando para trás cadáveres vestidos com uniformes poloneses.
Os corpos eram, na realidade, de prisioneiros de campos de concentração; eles foram colocados em trajes poloneses, mortos (por injeção letal e, posteriormente, levaram tiros para dar a aparência de um confronto) e deixados para trás. Eles eram chamados de "Konserve" (ou "alimentos enlatados", em português) nos documentos de planejamento das operações (o que também resultou no emprego de um nome mais informal para a operação, Operação Konserve ou Operação Alimentos Enlatados).
Houve várias operações separadas, incluindo os seguintes alvos de ataques encenados:
- A estratégica estrada de ferro de Jablunka Pass (Incidente de Jabłonków), localizada na fronteira entre a Polônia e a Tchecoslováquia[12]
- A estação de rádio alemã Sender Gleiwitz (Gliwice) (este foi incontestavelmente o ataque mais notável da Operação Himmler; ver Incidente de Gleiwitz para mais detalhes)[10]
- A estação aduaneira alemã em Hochlinden (hoje, parte de Rybnik-Stodoły)[9][10]
- A estação de serviço florestal em Pitschen (Byczyna)[9]
- A estação de comunicações em Neuberstisch
- A estação ferroviária localizada em Alt-Eiche, no distrito de Rosenberg in Westpreußen
- Uma mulher e sua acompanhante em Katowice

### O incidente de Gleiwitz

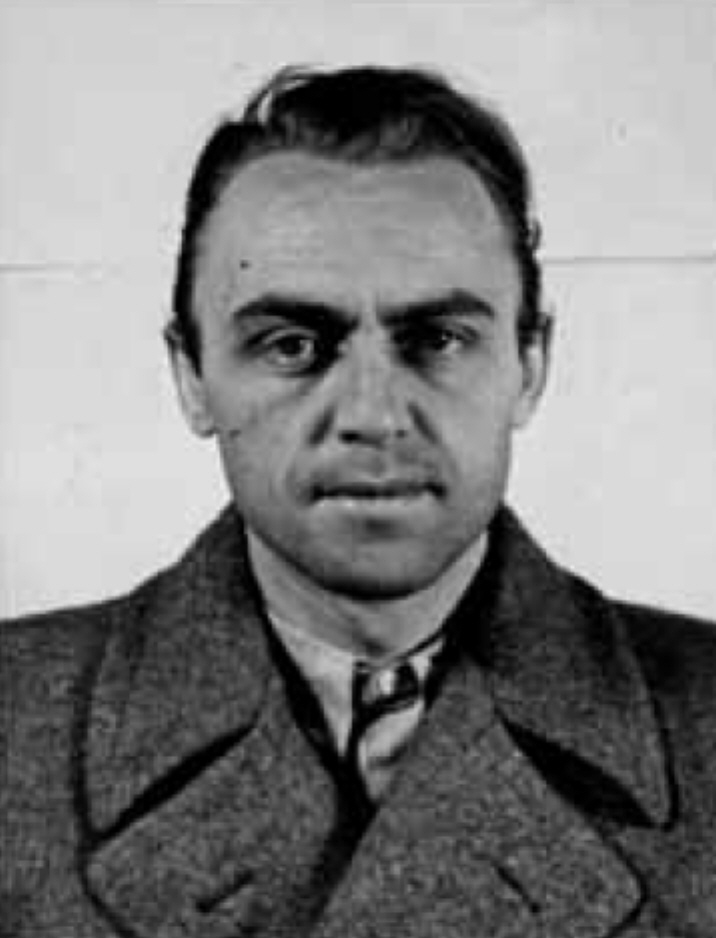
Alfred Naujocks

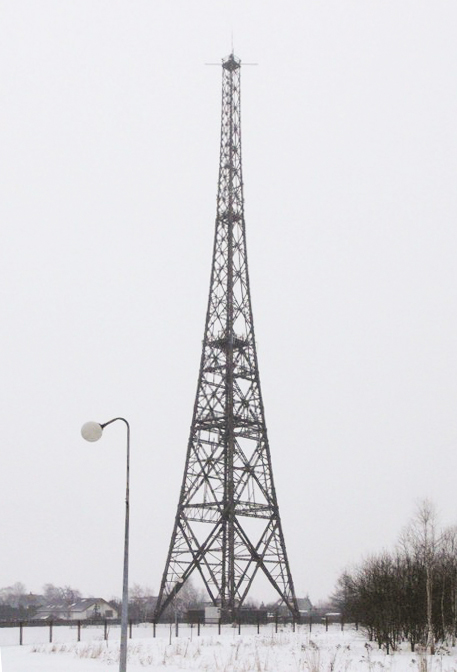
Torre de rádio Gliwice hoje. É a maior estrutura de madeira da Europa.

Na noite de 31 de agosto de 1939, um pequeno grupo de agentes alemães, vestidos em uniformes poloneses e liderados por Alfred Naujocks, tomaram a estação de Gleiwitz e transmitiram uma curta mensagem antialemã em polonês (fontes variam com relação ao conteúdo da mensagem). Vários prisioneiros (muito provavelmente do campo de concentração de Dachau) e um ativista local polonês silesiano (detido no dia anterior) foram abandonados mortos na cena em trajes poloneses.

## Consequências
No dia 1º de setembro, em um discurso realizado no Reichstag, Adolf Hitler mencionou os 21 incidentes ocorridos na fronteira como justificativa para a "defensiva" da Alemanha contra a Polônia:
| “ | "Já não vejo mais disposição por parte do governo polonês em conduzir negociações sérias conosco. Essas propostas de mediação falharam porque, em primeiro lugar, nesse meio tempo, os poloneses nos retribuíram com uma súbita mobilização geral, seguida de mais atrocidades advindas deles. Voltaram a acontecer novamente na noite passada. Recentemente, em uma só noite, ocorreram vinte e um incidentes de fronteira: na noite anterior foram quatorze, dos quais três considerados muito graves. Eu resolvi, então, falar à Polônia na mesma língua que a Polônia tem usado contra nós nos meses passados. Essa noite, pela primeira vez, soldados regulares poloneses atiraram contra nosso território. Desde as 5:45 da manhã estamos respondendo com fogo... Vou continuar essa luta, não importa contra quem, até que a segurança do Reich e seus direitos estejam garantidos." | ” |

Em meados de 1939, milhares de poloneses volksdeutsche tinham sido preparados secretamente para sabotagens e guerra de guerrilha pelo serviço de inteligência militar Abwehr, localizado em Breslau (Wrocław); o intuito de suas atividades era provocar retaliações antialemães, que poderiam ser consideradas como provocações vindas dos alemães. Aqueles agentes alemães realmente cooperaram com as forças da Alemanha durante a invasão da Polônia, gerando algumas represálias, que foram altamente exageradas pela propaganda nazista. Um dos casos mais notáveis de tal episódio teria sido realizado durante o Domingo Sangrento de Bromberg. Uma nota emitida à imprensa pelo Ministro de Propaganda dizia:
A operação falhou em convencer a opinião pública internacional sobre as alegações dadas pelos alemães.

## Leitura complementar
- (Polish) Tomasz Chinciński, Niemiecka dywersja we wrześniu 1939 w Londyńskich meldunkach, Biuletyn Instytutu Pamięci Narodowej, nr 8-9/2004
- (Polish) Tomasz Chinciński, Niemiecka dywersja w Polsce w 1939 r. w świetle dokumentów policyjnych i wojskowych II Rzeczypospolitej oraz służb specjalnych III Rzeszy.Część 1 (marzec–sierpień 1939 r.). Pamięć i Sprawiedliwość. nr 2 (8)/2005
- «Discurso de Adolf Hitler ao Reichstag - 01/09/1939». Consultado em 23 de abril de 2016 Projeto Atena.